# 沃邦防禦工事
沃邦防禦工事体系（Fortifications de Vauban）是由法国军事工程师塞巴斯蒂安·勒普雷斯特雷·德·沃邦設計的法國12處星形要塞、要塞和城市的城牆，在2008年正式成為联合国教科文组织（UNESCO）世界遺產。法国东南部城市贝桑松于2005年3月牵头成立一个市际联盟“沃邦重要遗址网络（Réseau des sites majeurs de Vauban）”，旨在突出沃邦的非凡成就并使其注册成为UNESCO世界遗产。法国文化部于2007年1月5日接受该候选档案代表法国参与世界遗产的评选。2008年7月7日，沃邦遗址网络的14处遗址中12处在魁北克市举行的世界遗产委员会第三十二届会议上登记成为世界遗产。

## 历史
2003年，贝桑松开始研究参与UNESCO世界遗产评定的可能性。在参考了专家意见之后，该市认为有必要设立一个能代表沃邦的军事和建筑才能的遗址网络进行参选，而非单独的一个遗址，以便更好地满足UNESCO的评定标准。2005年，从沃邦留下的150处防御工事中首先选出了8处遗址，随后扩充到14处，该名单最终于2006年3月31日由一个科学委员会宣布生效。面临着勒·柯布西耶的建筑作品的竞争，法国文化部最终在2007年1月5日接受该候选档案代表法国参与2008年世界遗产的评选，与此同时开始了该建筑师逝世300年的纪念活动。
2008年7月7日，在魁北克市举行的世界遗产委员会第三十二届会议上，沃邦遗址网络的14处遗址中12处登记成为世界遗产。被排除在外的两处遗址分别是位于涅夫勒省巴佐什的巴佐什城堡和莫尔比昂省贝勒岛勒帕莱的堡垒。后者被UNESCO排除的理由是“缺乏真实性”，尤其是因为其内部的旅馆规划项目；而巴佐什城堡被排除则因为它不是防御工事。这个决定引发了一些困惑，但这两处是私有产权这一事实并没有影响该决定。

## 遗址选取
沃邦构想并参与建设的防御工事以及大型民用工程超过150处，只有其中一批能展现其方方面面。经过科学性分析所选定的这些遗址，在类型学上符合若干特定的评判标准。
- 体现沃邦防御观念的演变过程（分为三种体系）；
- 地处不同的地理条件（平原、海滨和山区的遗址都有入选）
- 不同的工程种类（要塞、城墙和堡垒）；
- 既有已存在防御工事的改进，又有从零开始的建造。

遗址的选取也考虑了真实性和保存的完好程度。它们都是在沃邦有生之年或根据沃邦的设想完工的，并在完工之后没有经过重大改造，因此可以清楚看到沃邦当时设计的状态。最后，所在地的景色也是评选标准中很明确的一项，大部分遗址位于优越且多样化的自然景观（海滨、平原和山地）之中。

## 遗址列表

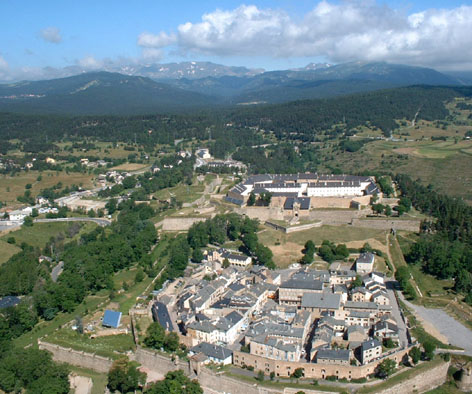
蒙路易
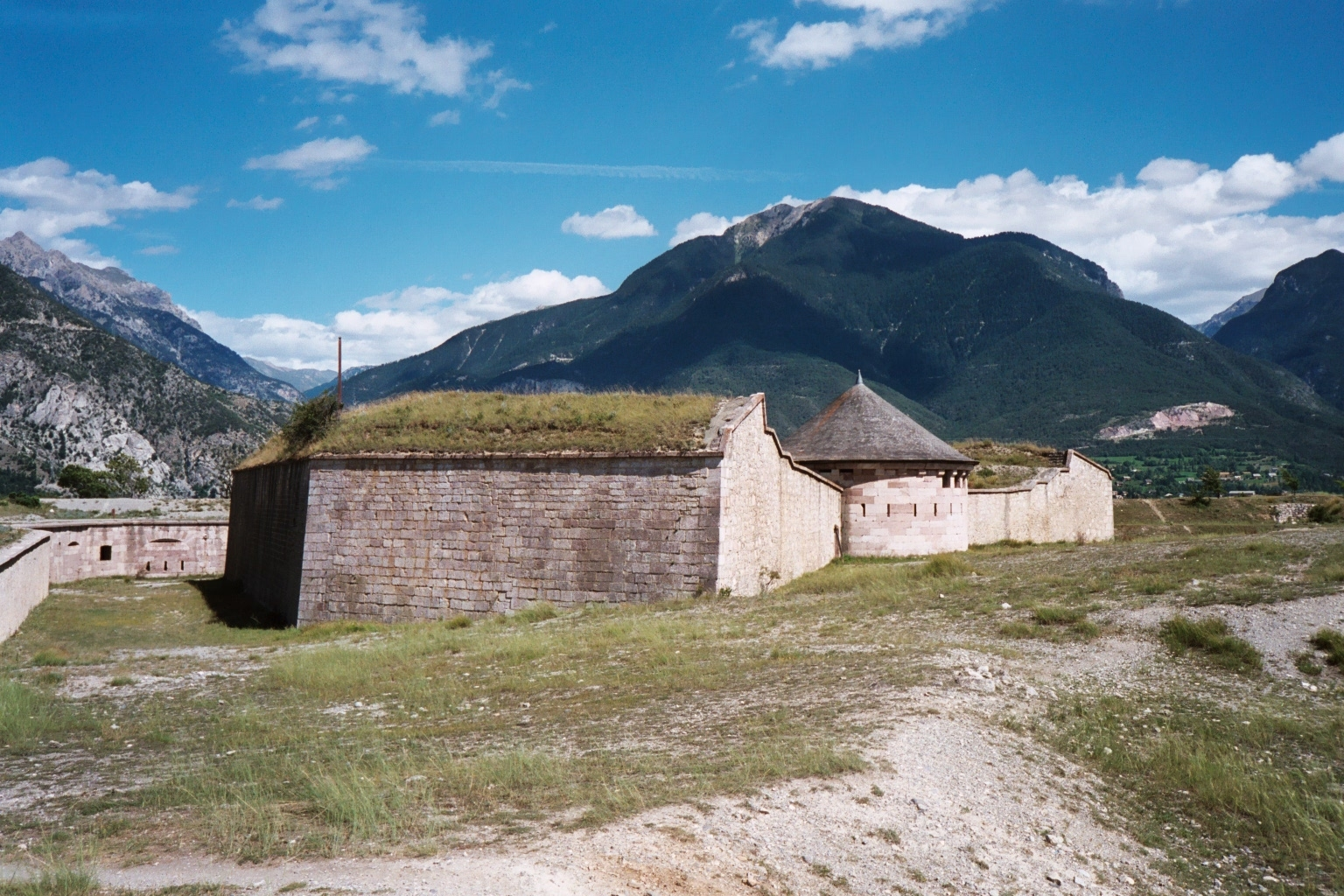
蒙多凡的要塞广场
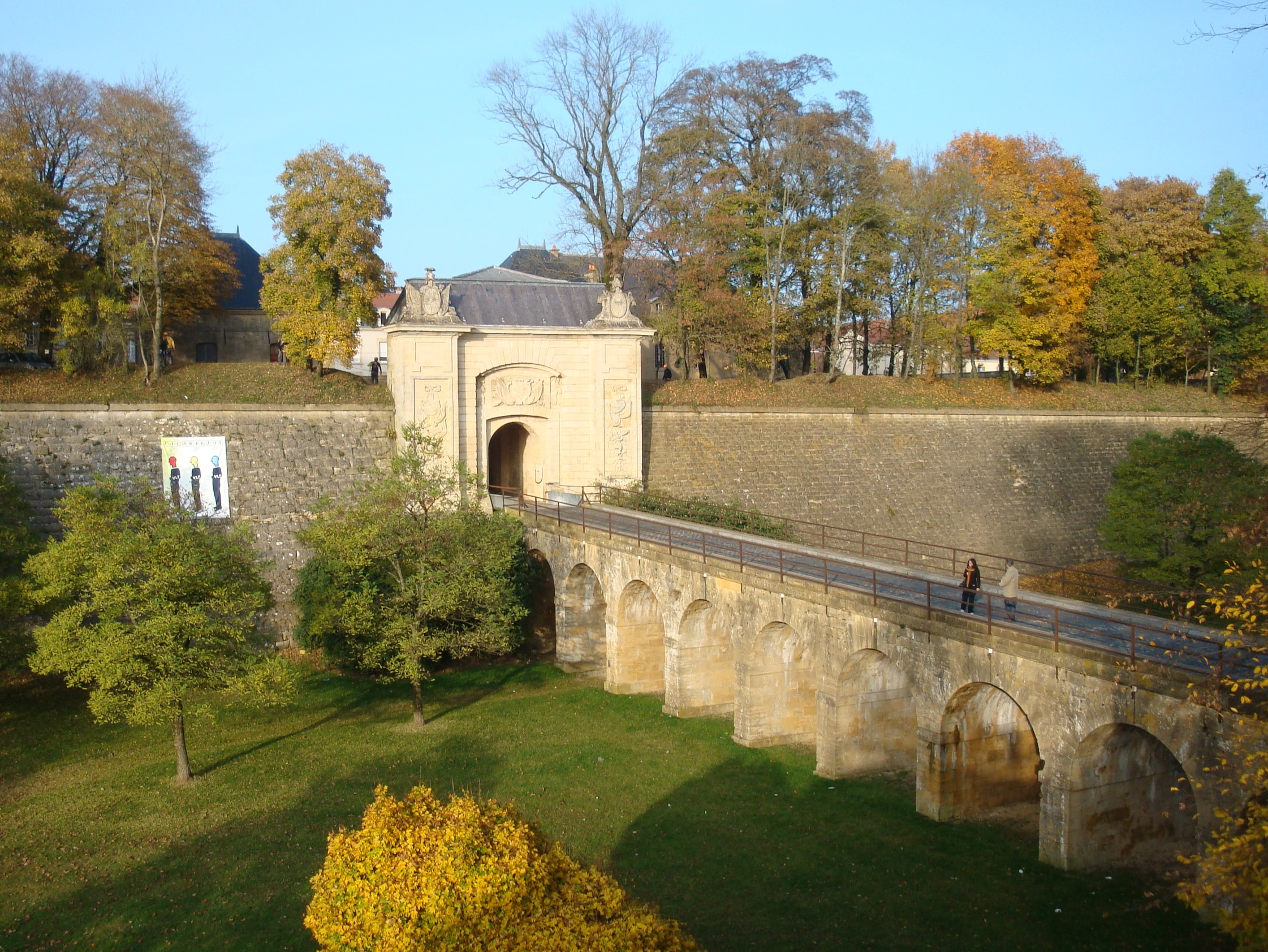
隆维新城
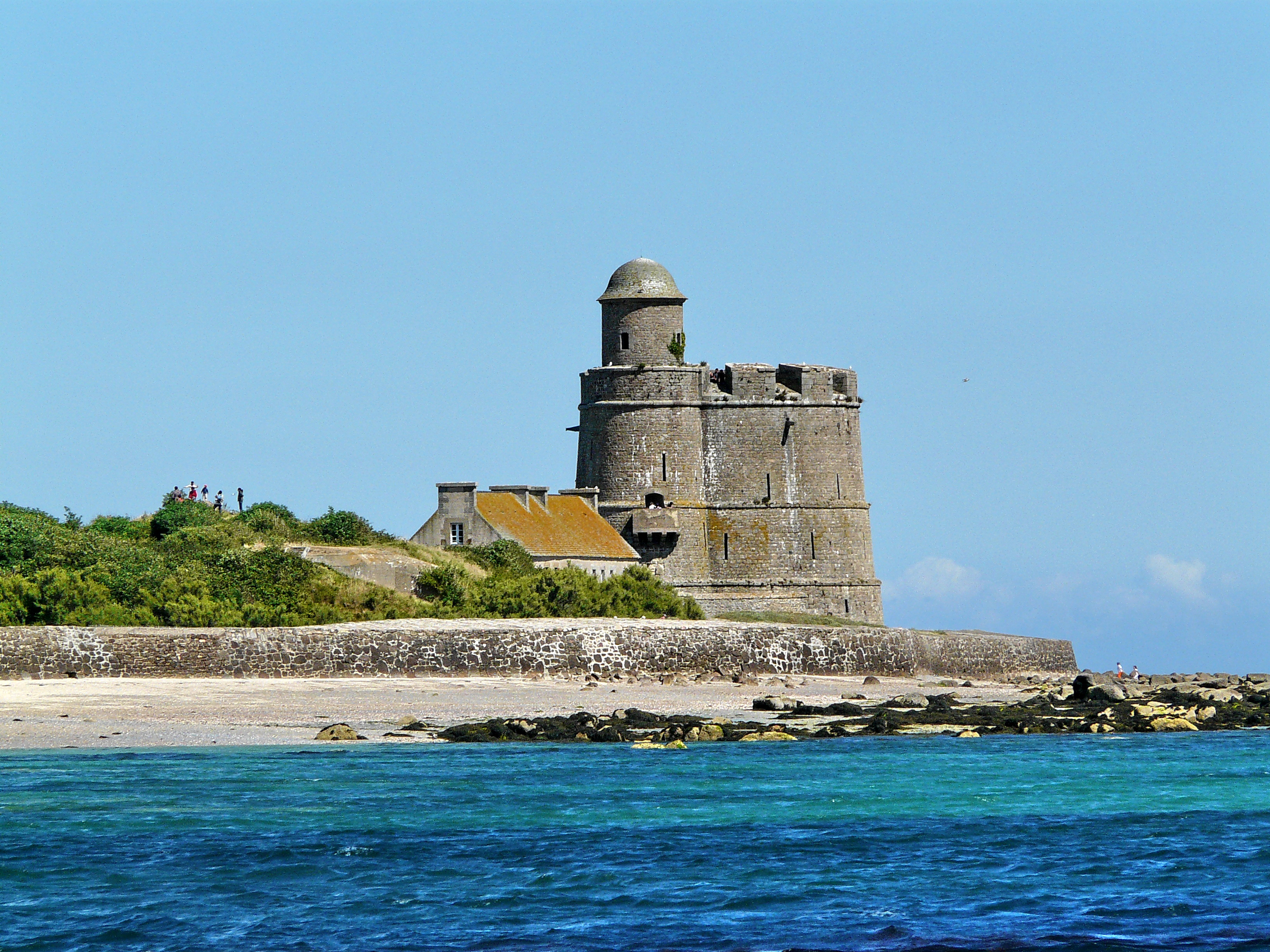
塔伊乌岛的要塞

12处遗址以字母顺序排列：
1. 加来海峡省阿拉斯的堡垒；
2. 杜省贝桑松的城堡和城墙；
3. 吉伦特省布莱-屈萨克-梅多克堡的城堡和城墙；
4. 上阿尔卑斯省布里扬松的城墙、三处要塞和一座桥；
5. 菲尼斯泰尔省滨海卡马雷的沃邦塔（黄金塔）；
6. 默尔特-摩泽尔省隆维的城堡；
7. 上阿尔卑斯省蒙多凡的要塞广场；
8. 东比利牛斯省蒙路易的堡垒和城墙；
9. 上莱茵省新布里萨克的新城；
10. 滨海夏朗德省圣马丹德雷的城堡和城墙；
11. 芒什省圣瓦斯特拉乌格塔伊乌岛的眺望塔；
12. 东比利牛斯省孔夫朗自由城的城墙、要塞和洞穴。

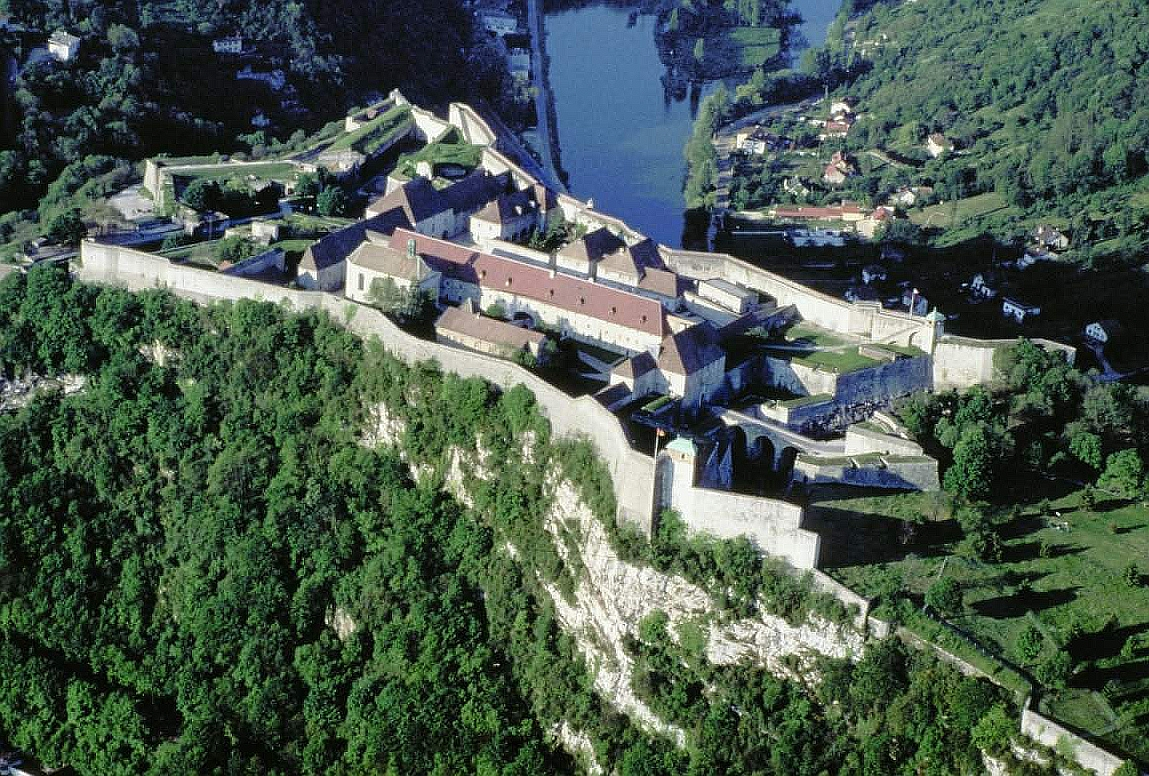
贝桑松的城堡鸟瞰图
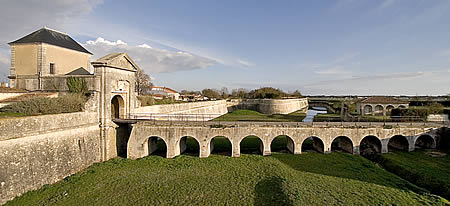
圣马丹德雷的城门
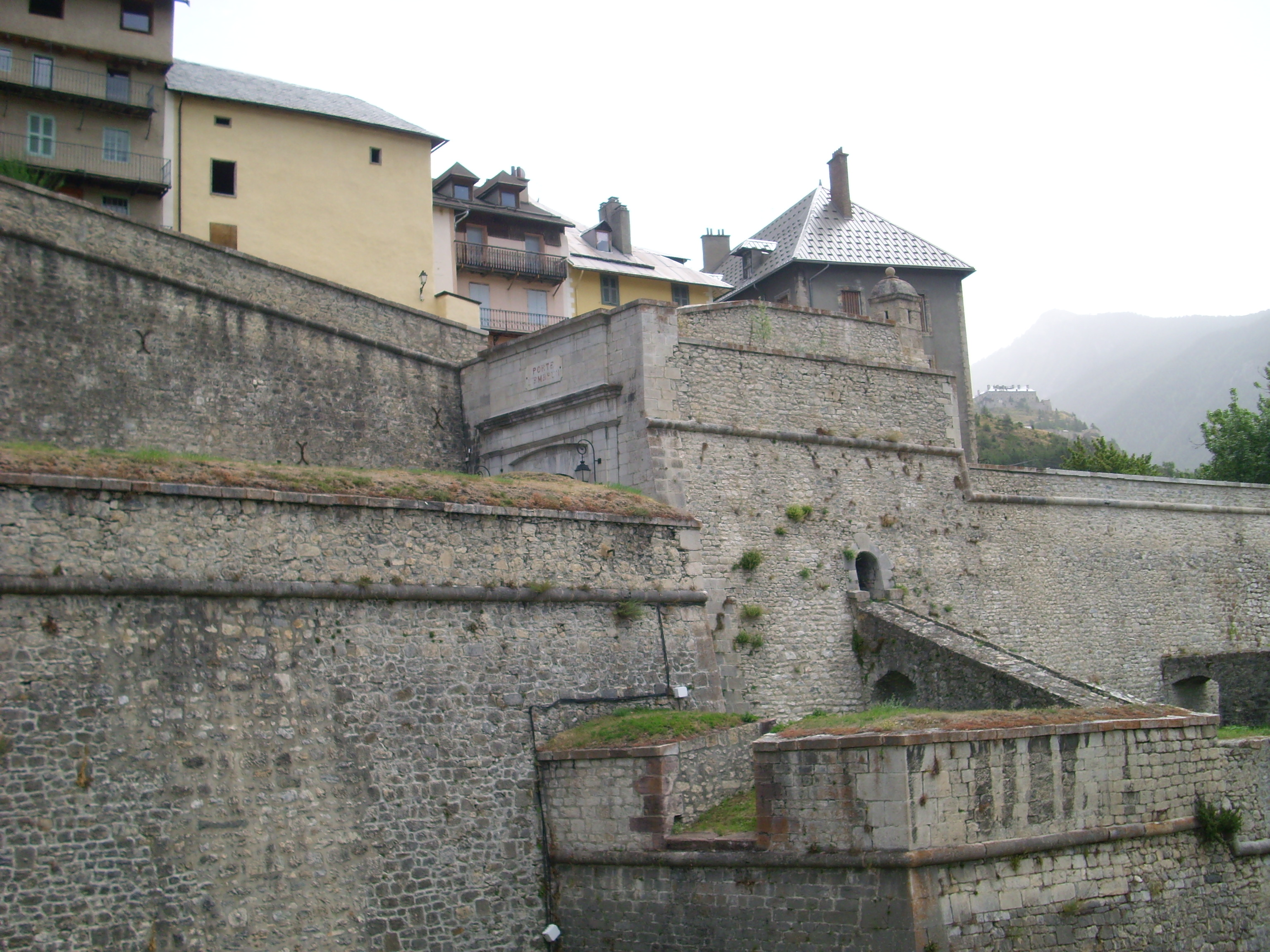
布里扬松的城墙和城门
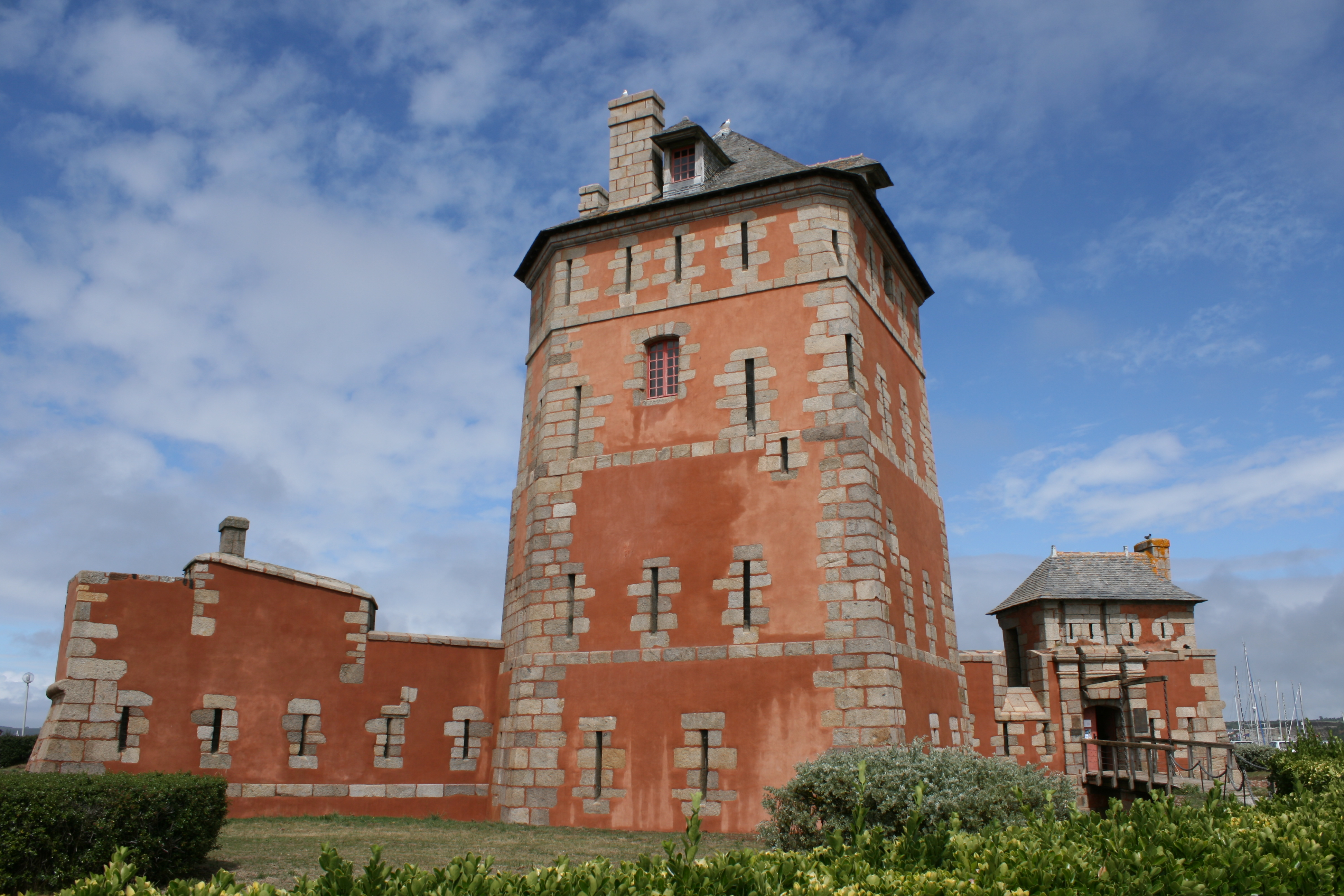
滨海卡马雷的黄金塔

- 蒙路易
- 蒙多凡的要塞广场
- 隆维新城
- 塔伊乌岛的要塞

## 外部連結
- http://www.sites-vauban.org/ （页面存档备份，存于） （法文）